# Kopidoiulus caecus
Kopidoiulus caecus är en mångfotingart som beskrevs av Carl Graf Attems 1909. Kopidoiulus caecus ingår i släktet Kopidoiulus och familjen Mongoliulidae. Inga underarter finns listade i Catalogue of Life.